# Duganella margarita
Duganella margarita es una bacteria gramnegativa del género Duganella. Fue descrita en el año 2020. Su etimología hace referencia a margarita, que en latín significa perla. Inicialmente fue nombrada erróneamente como D. pernnla. Es anaerobia facultativa y móvil por varios flagelos. Tiene un tamaño de 0,7-0,9 μm de ancho por 1,9-2,8 μm de largo. Forma colonias circulares y convexas. Temperatura de crecimiento entre 4-34 °C, óptima de 24 °C. Catalasa y oxidasa positivas. Es sensible a amikacina, gentamicina, kanamicina, neomicina, doxiciclina, norfloxacino y ciprofloxacino. Resistente a oxacilina y clindamicina. Tiene un contenido de G+C de 63,2%. Se ha aislado de un río en China. 